# The Legend of Zelda: Oracle of Seasons и Oracle of Ages
The Legend of Zelda: Oracle of Seasons и Oracle of Ages (рус. Легенда о Зельде: Оракул времён года и Оракул эпох), известные в Японии как The Legend of Zelda: The Mysterious Seeds ~Chapter of Earth/Chapter of Space Time~ (яп. ゼルダの伝説 ふしぎの木の実 ～大地の章・時空の章～ Дзэруда но Дэнсэцу: Фусиги но Киноми ~Дайти но Сё/Дзику но Сё~, букв. Легенда о Зельде: Таинственные семена ~Глава Земли/ Глава Пространства-времени~) — компьютерные игры серии The Legend of Zelda в жанре action-adventure, разработанные Flagship (подразделением Capcom) и выпущенные Nintendo для портативной игровой приставки Game Boy Color. На территории Японии игра вышла 27 февраля 2001 года, в Северной Америке — 14 мая, а в Европе — 5 октября того же года. Обе игры были переизданы в сервисе Virtual Console на приставке Nintendo 3DS 27 февраля 2013 года в Японии и 30 мая того же года в Европе и Северной Америке. После попыток портировать первую The Legend of Zelda на Game Boy Color, команда Flagship начала разрабатывать три связанные между собой игры серии Zelda, в которые можно было бы играть в любом порядке. Сложность этой системы привела к тому, что команда отменила разработку одной из игр.
Игрок управляет персонажем Линком со схемой управления похожей на The Legend of Zelda: Link’s Awakening для Game Boy. В Seasons артефакт Трифорс отправляет Линка в Холодрам, где антагонист Онокс похищает Дин, Оракула времён года. В Ages Трифорс отправляет Линка в Лабринну, где антагонист Веран завладевает телом Найру, Оракула эпох. Основная сюжетная линия становится ясна, когда игрок проходит обе игры. Линк использует меч с щитом, а также большое количество другого оружия и предметов для сражения с противниками и решения головоломок. Основными предметами являются Жезл времён года (англ. Rod of Seasons), который управляет временами года в Холодраме, и Арфа эпох (англ. Harp of Ages), которая позволяет Линку перемещаться во времени в Лабринне. Перед тем, как Линк сможет проникнуть в замок Онокса и башню Веран, он должен собрать восемь Сущностей Природы (англ. Essences of Nature) и восемь Сущностей Времени (англ. Essences of Time), которые спрятаны в подземельях и охраняются боссами.
Игры, разрабатывавшиеся около трёх лет, были коммерчески успешны, положительно приняты критиками и вместе были проданы в количестве 8 миллионов экземпляров. Критикам понравился геймплей, красочный дизайн и качество графической составляющей. Негативной критике подверглось непостоянное качество звукового сопровождения.

## Сюжет
Игры могут быть пройдены в любой последовательности, однако согласно официальной хронологии, представленной в книге «Hyrule Historia», события Oracle of Seasons предшествуют Oracle of Ages. Игры являются сиквелом The Legend of Zelda: A Link to the Past и ранее считались приквелом The Legend of Zelda: Link’s Awakening. В 2018 году Nintendo обновила хронологию серии игр Zelda, из которой следует, что события Oracle of Seasons и Oracle of Ages протекают после Link’s Awakening.

### Oracle of Seasons
Seasons начинается с того, как реликвия Трифорс зовёт Линка в замок Королевства Хайрул. Линк приходит к нему, после чего перемещается в лес, где встречает путешествующую группу людей, которую возглавляет девушка Дин. Она рассказывает Линку, что он оказался в Холодраме (англ. Holodrum). Небо затмевают тучи, голос сверху называет Дин Оракулом времён года, а сам представляется Оноксом, Генералом Тьмы. Смерч спускается с неба и забирает Дин. После этого времена года в Холодраме приходят в беспорядок и начинают быстро меняться.
Спутница Дин, Импа, рассказывает Линку, что они направлялись в Хайрул; она поручает ему встретиться с деревом Маку в деревне Хорон, столице Холодрама. Линк находит в пещере меч и отправляется к дереву. Маку рассказывает Линку, что ему потребуется восемь Сущностей Природы, и даёт ему ключ, открывающий подземелье, в котором хранится первая Сущность. Линку удаётся добыть все восемь Сущностей из восьми подземелий в Холодраме и подземном городе Саброзии (англ. Subrosia), после чего он приносит их дереву Маку. Маку использует их, чтобы создать Большое семя Маку, священный артефакт, способный уничтожать зло, что позволяет Линку проникнуть в замок Онокса. Линк побеждает Онокса и спасает Дин, которая говорит ему, что теперь он настоящий герой и ему скоро предстоит столкнуться с новым испытанием. Сёстры Твинрова, Коуме и Котаке, издалека смотрят на Линка и Дин, отмечая, что Пламя Разрушения (англ. Flame of Destruction) зажглось, благодаря вреду, нанесённому Холодраму Оноксом.

### Oracle of Ages
Трифорс вновь призывает Линка. Его отправляют в Лабринну, где он слышит крики. Линк находит женщину, окружённую монстрами. Когда монстры видят Линка, они убегают в разных направлениях. Женщиной оказывается Импа, смотрительница Принцессы Зельды, которая просит Линка помочь ей найти певицу в лесу. Двое находят Найру, девушку с синими волосами, поющую на пне и окружённую лесными зверьками. Из Импы появляется тень и представляется, как Веран, Колдунья Теней. Веран влетает в тело Найру и завладевает ей. Найру оказывается Оракулом эпох и её исчезновение вызывает нарушение во временном потоке Лабринны.
Линк получает от Импы меч и отправляется к дереву Маку в городе Линна, столице Лабринны. В прошлом дерево Маку убивают по приказу Веран; Линк использует временной портал, чтобы отправиться в прошлое и предотвратить это событие. После Маку говорит Линку, что ему потребуется восемь Сущностей Времени, чтобы победить Веран. Линк начинает поиски восьми Сущностей, спрятанных в восьми подземельях прошлого и будущего Лабринны. После того, как он находит шестую Сущность, у него появляется возможность спасти Найру. Он попадает в замок королевы Амби и вызволяет дух Веран из Найру, но она вселяется в королеву Амби. Линк собирает оставшиеся Сущности, приносит их дереву Маку, которое использует их, чтобы создать Большое семя Маку, которое позволяет Линку проникнуть в Чёрную башню Веран. Линк взбирается на вершину башни и побеждает Веран. Он спасает королеву Амби, и Найру говорит ему, что Лабринна вернулась в нормальное состояние. Сёстры Твинрова отмечают, что поступки Веран зажгли Пламя Скорби (англ. Flame of Sorrow).

### Общая концовка
Если одна из игр будет пройдена после прохождения другой и в начале игры будет использован пароль, то в конце Твинрова похищают принцессу Зельду, тем самым зажигая Огонь Отчаяния (англ. Flame of Despair). Линк сражается с сёстрами, которые пытаются использовать три Огня и тело Зельды, чтобы возродить Гэнона, основного антагониста серии The Legend of Zelda. Линк побеждает сестёр и безумного и не до конца воскрешённого Гэнона. Линк освобождает Зельду, и они покидают рушащийся замок. После титров, Линк на корабле отправляется в следующее путешествие.

## Игровой процесс

В Oracle of Seasons окружающий мир меняется в зависимости от времени года в игре. С левого верхнего скриншота по часовой стрелке: весна, лето, зима, осень. Время года влияет на игровой процесс: например, зимой может появиться путь, недоступный в других временах года; или весной игрок может использовать цветок, чтобы добраться до недостижимого ранее места. На верхней части экрана располагается информация об экипировке персонажа, количестве рупий (внутриигровой валюты) и уровне здоровья.

Геймплей Oracle of Seasons и Ages схож с The Legend of Zelda: Link’s Awakening. Игры заимствуют у Link’s Awakening основную схему управления, графику и звуки. Как и многие другие игры серии The Legend of Zelda, Seasons и Ages — приключенческие игры, сосредоточенные на исследовании окружающего мира и боях. Большая часть игры проходит с видом сверху. Линк использует меч в качестве своей основной атаки, а также различные второстепенные оружия и предметы. Основные предметы, такие как бомбы и бумеранг, присутствуют в обеих играх. Некоторые новые для серии вещи эксклюзивны для какой-то одной игры, хоть и в другой есть похожие на них по функциям предметы (например, рогатка в Seasons и семенная пушка в Ages, обе стреляющие семенами). В отличие от других игр серии Zelda, в Seasons и Ages меч с щитом не всегда экипированы Линком; их можно назначать, как и другие предметы, в два доступных слота. Большая часть игры состоит в поиске восьми Сущностей (Сущности Природы в Seasons и Сущности Времени в Ages), каждая из которых спрятана в подземелье — крупной, обычной подземной локации с противниками и паззлами. В конце каждого подземелья игрок должен победить босса, охраняющего одну из Сущностей.
Когда игрок не находится в подземельях, он исследует мир игры. В Seasons он состоит из Холодрама и подземного мира Саброзия. Два мира связаны между собой с помощью нескольких порталов. В Ages Линк путешествует между миром Лабринны в настоящее и прошлое время, которые соединены между собой посредством временных дыр. В каждой игре некоторые локации одного мира доступны только с помощью порталов другого и наоборот. В Холодраме, Саброзии и Лабринне есть необязательные для выполнения побочные квесты, одним из которых является коллекционирование колец. Кольца дают Линку различные бонусы и способности, например, улучшенную защиту. Некоторые кольца не имеют практического применения, например, кольца, снижающие его атаку, или трансформирующие его в какое-либо существо. Другим побочным заданием, традиционным для серии Zelda, является торговый квест — игрок может дать персонажу определённый предмет, а взамен получить другой, который, в свою очередь, необходимо передать какому-либо другому персонажу. По окончании квеста игрок получает улучшенный меч, наносящий больший урон противникам.
В обеих играх существует несколько возможностей улучшить качества некоторых предметов, уже найденных игроком. В последних трёх подземельях в обеих играх находится более сильная версия предмета, ранее полученного в игре. И меч, и щит могут быть улучшены дважды, один раз через использование пароля из другой игры, и второй раз через выполнение побочного квеста. Как и в предыдущих играх серии, из улучшенного меча Линка будут вылетать лучи, наносящие урон противнику, при условии, что у Линка полное здоровье. Количество бомб и семян, которые Линк может нести с собой единовременно, может быть увеличено теми же способами, что меч с щитом. Предметы Перо Рух и Браслет силы отличны тем, что первый может быть улучшен только в Oracle of Seasons, а второй — в Oracle of Ages.
Основным предметом в Oracle of Seasons является Жезл времён года. Стоя на пне и махая им, Линк может менять время года и тем самым влиять на его окружение. Например, чтобы пересечь участок с водой, Линк может поменять время года на зиму и пройти по льду. Во время лета лозы цветут и позволяют Линку взбираться на отвесные скалы. Для того, чтобы иметь возможность менять время года на любое из четырёх, Линку нужно посетить четыре башни, в которых находятся четыре духа времён года.
В Oracle of Ages основным предметом является Арфа эпох, которую Линк использует, чтобы управлять временем и путешествовать между прошлым и настоящим. За всю игру Линк выучивает три мелодии, которые он может сыграть на арфе. Мелодия Эхо (англ. Tune of Echoes) активирует временные порталы, находящиеся в заданных местах; Мелодия Потоков (англ. Tune of Currents) даёт Линку возможность путешествовать из прошлого в настоящее без использования временного портала; Мелодия Эпох (англ. Tune of Ages) позволяет ему перемещаться между двумя временными периодами почти из любой локации на карте.

### Взаимодействие игр
Обе игры используют одинаковый игровой движок, однако игровой процесс Oracle of Ages больше сосредоточен на решении головоломок, а Oracle of Seasons — на сражениях с противниками. Каждая из игр может взаимодействовать с другой посредством паролей или специального аксессуара Game Link Cable.
После прохождения одной из игр, игрок получает пароль, который нужно использовать в начале прохождения второй игры, чтобы открыть её альтернативную версию. В этой версии некоторые персонажи будут давать игроку пароли, которые нужно передать определённым персонажам в другой игре, чтобы получить предмет или улучшение какой-либо способности игрового персонажа. Затем, используя новый пароль, можно перенести полученные предметы в другую игру. Кольца могут быть также перенесены с помощью системы паролей или случайно созданы путём объединения игр через Game Link Cable.
В альтернативной версии игры сюжет изменён и расширен, чтобы игра являлась сиквелом предыдущей. В ней также присутствует расширенная концовка, в которой сёстры Твинрова похищают Зельду и возрождают Гэнона. Игрок затем может сразиться с Твинрова и Гэноном. Завершив альтернативную версию игры, игрок получит другой пароль, при вводе которого он получит Кольцо Победы в честь победы над Гэноном.

## Разработка
В 1999 году Ёсики Окамото, в то время глава Flagship, подразделения Capcom, отвечающего за написание сценариев, предложил Сигэру Миямото, геймдизайнеру Nintendo и создателю серии Zelda, идею сделать ремейк первой The Legend of Zelda для Game Boy Color. В итоге Окамото попросили разработать шесть игр Zelda для Game Boy Color: две, основанные на предыдущих частях серии, и четыре новых. Окамото хотел выпустить их одну за другой в течение четырёх или пяти месяцев и по-прежнему хотел перенести первую игру серии на портативную консоль, чтобы дать детям возможность поиграть в оригинальную Zelda, но также, чтобы оценить способность команды разработчиков затем перейти к созданию более амбициозного сиквела, в случае если проект окажется успешным.
В отличие от подхода к геймдизайну Миямото, который сначала создавал систему игрового процесса, разработка игр началась с написания сценария. Некоторые из разработчиков, в том числе команда во главе с Хидэмаро Фудзибаяси, не хотели делать ремейк, а желали сразу же создавать новую игру серии. Со временем первая часть серии стала всё больше казаться разработчикам слишком сложной для нового поколения игроков, и стало вноситься всё больше изменений, что привело к моменту, когда вся карта мира была изменена. Команда столкнулась с проблемами, потому что сценарий и карту приходилось постоянно переделывать, чтобы все изменения сошлись. Другой проблемой портирования игры был экран Game Boy Color, так как он уже экрана телевизора; без скроллинга игроки не могли видеть всю комнату в подземелье из-за чего можно было легко пропустить лестницы или подсказки на стенах.

Трифорс, вымышленная реликвия, в честь частей которой были названы игры несостоявшейся трилогии во время её разработки

Встревоженный тем, как команда разработчиков тратила деньги в течение года без видимых результатов, Окамото обратился к Миямото за помощью. Он придумал идею трилогии игр, каждая из которых была бы сфокусирована на определённом элементе игрового процесса. Эта трилогия была названа «Серией Трифорса» (англ. Triforce Series) в честь вымышленной священной реликвии Трифорс из серии Zelda. Трифорс состоит из трёх частей: Трифорса Силы, Мудрости и Смелости; каждая игра в трилогии должна была ассоциироваться с одной из частей Трифорса, а одна игра по-прежнему должна была стать ремейком оригинальной The Legend of Zelda. Первая игра из трилогии была продемонстрирована на выставке Nintendo SpaceWorld в 1999 году под рабочим названием Zelda no Densetsu: Fushigi no Kinomi – Chikara no Shō (ゼルダの伝説 ふしぎの木の実 ～力の章～). В этой ориентированной на сражения с противниками игре Гэнон похищал принцессу Зельду и Жезл времён года, из-за чего времена года королевства Хайрул приходили в хаос, сюжет, являющийся предшественником Oracle of Seasons. В игровой демоверсии Линк решал головоломки с помощью Жезла времён года, управляя окружением и меняя время года. Две другие игры, Chie no Shō, сфокусированная на решении пазлов, зависящих от цветов, и Yūki no Shō, использовавшая время дня для решения головоломок, не были показаны. В Северной Америке и Европе игры получили названия The Legend of Zelda: Mystical Seed of Power (с англ. — «Легенда о Зельде: Таинственное семя силы»), Mystical Seed of Wisdom (с англ. — «Таинственное семя мудрости»), и Mystical Seed of Courage (с англ. — «Таинственное семя смелости») соответственно.
Окамото придумал концепт, согласно которому игры должны были взаимодействовать между собой: игроки могли начать играть в любую из трёх игр, после чего их действия, совершённые в первой игре, влияли бы на сюжет двух других. Более 10 сценаристов команды Flagship, среди которых был и Дзюнъити Миясита, известный по серии Resident Evil, одновременно работали над тремя сюжетами. Разработчики планировали использовать адаптер сотового телефона, чтобы передавать информацию между играми, но затем решили использовать систему паролей. Ограничения данной системы и сложность в согласовании трёх игр привела к тому, что команда, по совету Миямото, уменьшила количество разрабатываемых игр до двух. Oracle of Seasons был создан на основе Mystical Seed of Power, а Oracle of Ages на основе Mystical Seed of Wisdom. Третья игра Mystical Seed of Courage была отменена.
Из-за частых крупных изменений в разработке игр, дата выпуска всё ближе подходила к готовящемуся выходу Game Boy Advance (GBA), следующей портативной консоли в серии Game Boy, которая обратно совместима с играми Game Boy Color. Команда рассматривала возможность добавления специальной функциональности в игру, которая появлялась бы только при игре на GBA, но опасалась, что дополнительное время на разработку подобного контента приведёт к выпуску игр уже после выпуска GBA. Когда дата выпуска GBA была отложена, команда смогла внедрить нужный функционал в игры и выпустить их приблизительно за месяц до релиза GBA. Было решено выпускать игры не последовательно, а одновременно. Так команде было легче тестировать систему взаимодействия между играми. Каждая игра поставлялась на 8-мегабитном картридже. Музыка в игре была создана двумя работниками японской музыкальной компании Pure Sound, которые в титрах были указаны под псевдонимами «M-Adachi» и «Kyopi». Художник Nintendo, часто работающий над серией Zelda, Юсуке Накано создал дизайны персонажей для двух игр, включив в них персонажей из предыдущих игр серии — The Legend of Zelda: Ocarina of Time и The Legend of Zelda: Majora’s Mask.

## Восприятие критикой
| Сводный рейтинг    | Сводный рейтинг                                      |
| Агрегатор          | Оценка                                               |
| ------------------ | ---------------------------------------------------- |
| GameRankings       | 91,37 % (Oracle of Seasons) 92,20 % (Oracle of Ages) |
| Иноязычные издания |                                                      |
| Издание            | Оценка                                               |
| AllGame            | (Seasons) · (Ages)                                   |
| EGM                | 9,0/10 and 9,5/10                                    |
| Famitsu            | 31/40 (Seasons) 30/40 (Ages)                         |
| GamePro            | 4/5                                                  |
| GameSpot           | 9,2/10                                               |
| IGN                | 10/10                                                |
| Nintendo Power     | 5/5                                                  |

Oracle of Seasons и Ages были хорошо восприняты критиками и стали коммерчески успешны — каждая из игр продалась в количестве около 4 миллионов копий. Обзоры были очень позитивными: Крис Карли из IGN назвал Seasons и Ages «лучшими когда-либо сделанными играми для Game Boy Color» и поставил им наивысшую оценку в 10 баллов из 10 возможных. Игры заняли 34-е (Seasons) и 39-е (Ages) места в списке лучших игр на консолях Nintendo System в списке журнала Nintendo Power. В августе 2008 года Nintendo Power поместила Oracle of Seasons и Ages на четвёртое и пятое места соответственно в списке лучших игр на Game Boy и Game Boy Color. Вместе игры заняли 57 место в Official Nintendo Magazine в списке 100 величайших игр Nintendo. Бен Ривс из Game Informer назвал их 10-й лучшей игрой для Game Boy. Взаимодействие игр между собой называли одной из их лучших особенностей. На портале GameRant выразили желание увидеть игры в сервисе Virtual Console на Nintendo 3DS, где и Oracle of Ages, и Oracle of Seasons появились в 2013 году.
Критикам понравилась графика в играх; в GamePro Seasons была названа «яркой и красочной» с «удивительно впечатляющей и продуманной» анимацией, а в Gaming Target описали Ages как «красивую и творческую» игру, созданную с «тщательным вниманием к деталям». В IGN посчитали, что яркие цвета, используемые для смены времён года в Seasons, сделали её более выдающейся в графическом плане.
Звуковая составляющая получила смешанные отзывы. Рецензенты писали, что музыка пострадала из-за плохого качества динамиков Game Boy Color, хотя и была достаточна хороша по сравнению с другими играми на системе. Выбор музыкальных треков был высоко оценён, включение традиционных звуковых эффектов и главной мелодии серии Zelda было воспринято положительно, но другие эффекты были раскритикованы и названы простыми однотонными звуками.

## Комментарии
1. ↑  Ранее данные персонажи появлялись в играх The Legend of Zelda: Ocarina of Time, где они являлись суррогатными матерями антагониста серии Гэнондорфа, и The Legend of Zelda: Majora’s Mask, где Котаке владела магазином зелий, а Коуме была проводником на болоте. В Oracle of Seasons и Oracle of Ages их происхождение и предыстория не объясняются